# ناقل متسلسل عام لاسلكي

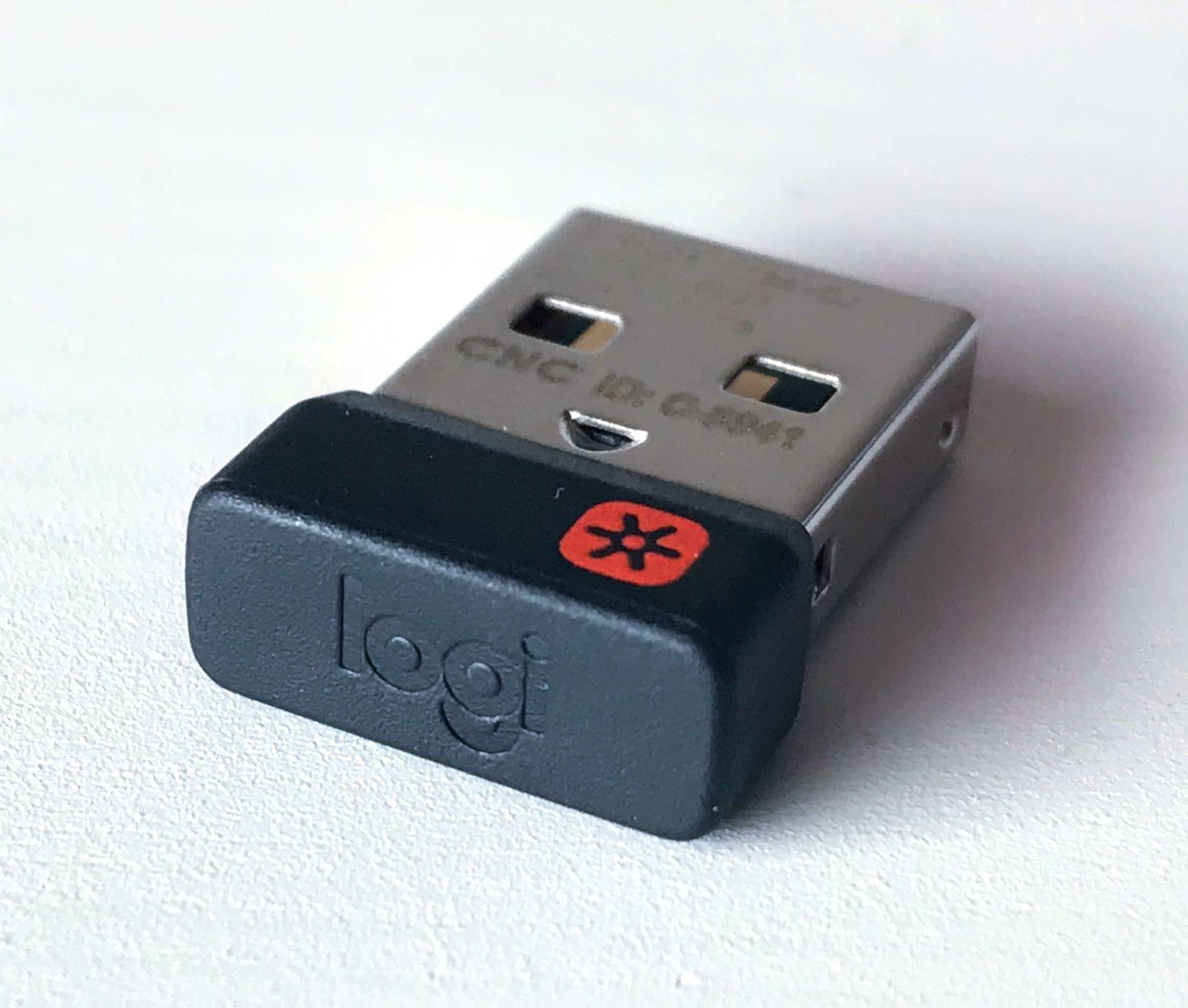
جهاز ناقل أوامر لوحة المفاتيح وفأرة حاسوب لا سلكي، يوجد اجهزة مُماثلة بالشكل لاستقبال إشارة واي فاي قطعة بديل عن بطاقة توسعة الشبكة.

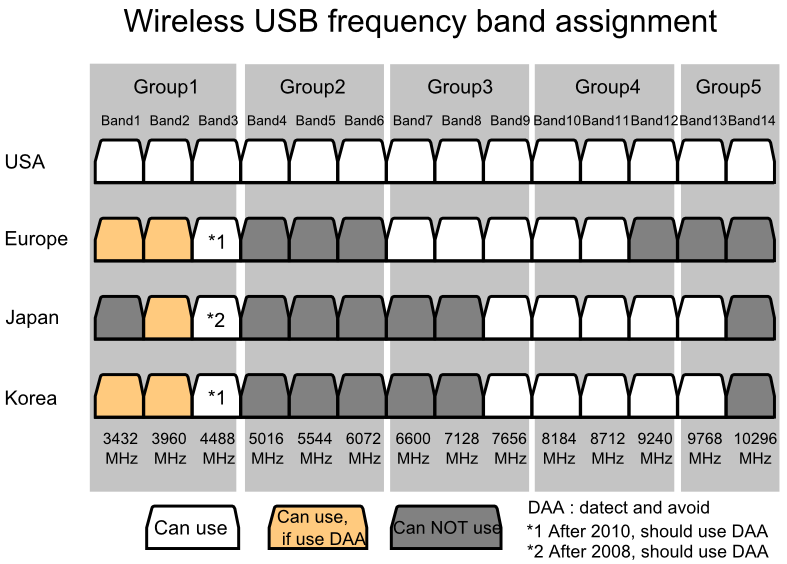

ناقل المتسلسل العام اللاسلكي (بالإنجليزية: WUSB)‏ هو عبارة عن نظام اتصالات للإرسال والاستقبال اللاسلكي وهو ذو نطاق محدود وعالي وقد قامت مجموعة Promoter USB Wireless باختراعه (مجموعة مؤسسي نظام USB اللاسلكي) وقد يتم أحيانًا اختصار كلمة نظام USB اللاسلكي إلى (WUSB) بالرغم أن مؤسس البرنامج لا يشجعون هذا الأمر بل يفضلون أن يطلقوا اسم(نظام usb اللاسلكي المعتمد Certified Wireless USB) على تلك التكنولوجيا  بدلا من ذلك لكي يميزوا هذا النظام عن منافسيه يعتمد نظام USB اللاسلكي على برنامج الاستقبال والإرسال العام UWB التابع لـ Wimedia Allicexeحيث أن هذا البرنامج قادر على إرسال 480 م/ب في الثانية لمسافة تصل إلى 3 متر و 110 ميغا بايت في الثانية ولمسافة تصل إلى 10 متر وقد تم تصميم هذا البرنامج ليعمل في نطاق تردد يتراوح بين 3,1 إلى 10,6 Gh2 بالرغم أن الخطط التنظيمية المحلية ربما تقوم بتقييد نطاق العمل المحلي لبلد ما.

## الاستخدامات
يستخدم نظام usb اللاسلكي في أجهزة تحكم الألعاب، الطابعات، الماسحات الضوئية، الكاميرات الرقمية، mp3 القرص الصلب.

## تطوره
تشكلت مجموعة مؤسس نظام USB اللاسلكي في شباط 2004 لكي تُعَرف مواصفات USB اللاسلكي وتتألف هذه المجموعة من(NEC،Microsoft،Intel،Hewlett ،Packard، Agere System، Corporation Philips، Samsung)
وفي أيار عام 2005 أعلنت مجموعة مؤسسي نظام USB اللاسلكي إكمال مواصفات هذا النظام وفي حزيران 2006 قامت خمس شركات بعرض أدلة على قدرة المعالجة الداخلية لعدد من الباعة الأوائل لنظام USB اللاسلكي وقد تم استخدام الحاسب الشخصي مع محول ذو حل لاسلكي شبه موصل من مجموعة Philips مع Realtek-Phy مستخدمين سواقات مايكروسوفت ويندوزxp التي تم تطويرها من أجل استخدام USB اللاسلكي وفي تشرين الأول عام 2006 أيدت لجنة الاتصالات الفيدرالية أول وصلة استقبال سلكية كاملة (DWA) ووصلة سلكية ناقلة (DWA) وحل USB اللاسلكي من شركة WiQuest Communication من أجل الاستخدام الداخلي والخارجي. وبعد ذلك وفي عام 2007 بدأ كل من Belkin و Dell – Lenovo و D-link بشحن المنتجات وذلك بدمجها مع تكنولوجيا WiQuest كما أن هذه المنتجات تضمنت على كروت (بطاقات) مثبتة في مفكرة الكمبيوتر الشخصي و HUBوالمحاليل الواصلة حيث أن الكمبيوترات الشخصية لا تحتوي على أنظمة USB لاسلكية.
محولات سلكية مستقبلة، محولات سلكية ناقلة، أجهزة ذات دور مزدوج :
إن طريقة هندسة نظام USB اللاسلكي تسمح بوصل 127 جهاز مباشرة على جهاز استقبال واحد بدون وجود أسلاك أو أجزاء كما أنه لا يوجد حاجة للمأخذ.
ومع ذلك ولتسهيل الانتقال من النظام السلكي إلى اللاسلكي قام نظام USB اللاسلكي بتقديم مجموعة محولات سلكية ناقلة جديدة (DWA) وأحيانا نشير لها باسم (مأخذ WUSB) وإن DWA تسمح بوجود 2,0 جهاز USB ليتم استخدامهم لاسلكيا مع مستقبل USB لاسلكي إن قدرة مستقبل USB اللاسلكي يمكن أن تضاف إلى الكمبيوترات الشخصية الموجودة من خلال استخدام المحول المستقبل والذي يتم ربطه بشكل خارجي مع جهاز USB الخاص بـ mini card الخاصة بالسطح البيني للحاسب الشخصي.
كما يدعم نظام USB الأجهزة ذات الدور المزدوج (DRDs) والتي بالإضافة إلى أنها جهاز USB لاسلكي يمكن أن تعمل كمستقبل ذو إمكانيات محددة، فعلى سبيل المثال يمكن أن تعمل كاميرا رقمية كجهاز عندما يتم وصلها بحاسب وتعمل كمستقبل عندما تقوم بنقل الصور مباشرة إلى الطابعة.
العلاقة في أنظمة النطاق العالي(Relation to Ultra Wide Band):
إن المصدر المعروف لاضطراب النظام هو العلاقة بين WUSBو Wimedia و UWB وإن تقنيات كل من uwb و WUSB ليست متشابهة كمان أن مصطلح WUSB ليس مرادفا لـ UWB.
UWB هو مصطلح عام يطلق على نوع جديد من أجهزة الاتصال السلكية واللاسلكية حيث أنه يستخدم ذبذبات من الطاقة والتي تنشر طاقة التردد الخاصة بالإرسال لمسافة تزيد عن 500 ميغا هرتز من الطيف أو تتجاوز 20% من عرض النطاق الجزئي (الكسري)ضمن تردد = 3،1غيغا هرتز وتصل إلى 10,6 ميغا هرتز كما عرفه قانون لجنة الاتصالات الفدرالية الذي صدر عن UWB في شباط 2001 إن UWB ليس خاص بـ Wimedia ولا بأي شركة أو مجموعة أخرى ويوجد في الحقيقة عدد من المجموعات والشركات التي تطور تقنية uwb بشكل تام والتي لا علاقة لها بـ Wimedia.
كما وتستخدم بعض الشركات UWB من أجل استخدام جهاز الرادار النافذ للأرض من خلال الرادار الجداري كما أن هناك شركة أخرى pulse – link تستخدم UWB كجزء من شبكة تسلية منزلية كاملة ولنقل وسائل الأعلام السلكية واللاسلكية أن نظام usb اللاسلكي هو عبارة عن نظام انتشر عن طريق USBIF والتي تستخدم برنامج الإرسال السلكي واللاسلكي UWB الخاص بـ Wimedia بما فيها البلوتوث ونظام التحكم والربط المنطقي لشركة Wimedia.
البلوتوث ونقيضها WUSB :
إن usb اللاسلكي والبلوتوث هما عبارة عن نظامين مختلفين يحاول كل منهما أن يحقق هدفين مختلفين تماماً. إن نظام USB اللاسلكي هو نظام لاسلكي ذو عرض نطاق عالي أي بنطاق صغير من نطاق Wifi وبعرض نطاق أكبر وبطاقة اقل بكثير، ولكن بمعدلات نقل عالية أكثر من البلوتوث بالرغم أنهما يشتركان بنطاق مشابه ويمكن أن يكونا قادرين على استخدام قرص مرسل ومستقبل من نوع Phy مثل أجهزة البلوتوث و wifi الصغيرة وcombo. ونظريا يمكن إنشاء جهاز إرسال واستقبال لاسلكي واحد 2,4 ميغا هرتز حيث أن الأعمال ذات الأنظمة الثلاثة تتم وبشكل غير منتظم مع حل الرموز والشيفرات الضرورية داخل برنامج soft ware إن مواصفات البلوتوث 3.0 متطورة حاليا ولديها هدف وهو استخدام UWB وبالمقابل سيتم دمج wifi أيضا بشكل غير منتظم ومن وجهة نظر إنتاجية لن يكون هناك اختلافات عندما تنتهي مواصفات 3,0 أما بالنسبة لمؤسسة الاتصالات فإن البلوتوث لديه ميزات بالمقارنة مع USB اللاسلكي لا يحتوي نظام usb اللاسلكي على ميزة اكتشاف الخدمة أو حماية مستوى الخدمة كما أن للبلوتوث خبرة طويلة في مؤسسة الاتصالات ولذلك فمن الممكن أن يتم الاتصال من الجهاز فقط.
نظام Cypress ((USB اللاسلكي)) هو عبارة عن نظام يستخدم زمرة 2,4 ميغا هرتز بنطاق يتراوح من 10 متر (1 ميغا بايت / الثانية كحد أقصى) حتى 50 متر (62,5 كيلو بايت / الثانية) وقد تم تصميمه من أجل الأجهزة ذات الأسطح البينية البشرية HID بالإضافة إلى عروض حالية من شركات مثل Belkin، Logitech،
Virtual Ink،

## UWB
هناك أنواع أخرى من أنظمة USB اللاسلكي كتلك الأنظمة التي تعتمد على منافسة مجموعة تقنيات USB الأكثر حداثة وذلك من قبل شركة FreeScsale ويُعتبرهذا الأمر صحيح أيضا بالنسبة إلى تردد أجهزة الإرسال والاستقبال اللاسلكية التي تعتمد على أنظمة استبدال الأسلاك التي يمكن أن تكون مزودة بـ USB والنتيجة هي اسم " Certified Wireless USB " حيث أصبح متداولًا ليسمح للمستهلكين بأن يعرفوا أي المنتجات ستكون مناسبة للنظام وأي المنتجات سوف تقوم بدعم النظام الصحيح وحالة البيانات.